# Olympische Sommerspiele 2016/Radsport – Mannschaftsverfolgung Bahn (Frauen)
Die Bahnrad-Mannschaftsverfolgung der Frauen bei den Olympischen Spielen 2016 in Rio de Janeiro fand vom 11. bis 13. August 2016 statt.
Olympiasieger wurde in wurde die Mannschaft aus Großbritannien mit Katie Archibald, Laura Trott, Elinor Barker und Joanna Rowsell-Shand. Die Silbermedaille ging an die US-Amerikanerinnen und Bronze an das kanadische Team.

## Ergebnis

### Qualifikation
Die acht schnellsten Paare qualifizierten sich für die erste Runde. Wobei die vier zeitschnellsten Mannschaften um die zwei Startplätze für das Rennen um Gold fuhren. Die übrigen vier Mannschaften hatten nur noch Chancen auf die Bronzemedaille.
| Rang | Nation             | Athletinnen                                                         | Zeit (min) | Anmerkungen |
| ---- | ------------------ | ------------------------------------------------------------------- | ---------- | ----------- |
| 1    | Großbritannien     | Katie Archibald Laura Trott Elinor Barker Joanna Rowsell-Shand      | 4:13,260   | Q, WR       |
| 2    | Vereinigte Staaten | Sarah Hammer Kelly Catlin Chloé Dygert Jennifer Valente             | 4:14,286   | Q, WR       |
| 3    | Australien         | Georgia Baker Annette Edmondson Amy Cure Melissa Hoskins            | 4:19,059   | Q           |
| 4    | Kanada             | Allison Beveridge Jasmin Glaesser Laura Brown Georgia Simmerling    | 4:19,599   | Q           |
| 5    | Neuseeland         | Lauren Ellis Racquel Sheath Rushlee Buchanan Jaime Nielsen          | 4:20,061   | q           |
| 6    | China              | Huang Dongyan Jing Yali Ma Menglu Zhao Baofang                      | 4:25,246   | q           |
| 7    | Italien            | Simona Frapporti Tatiana Guderzo Francesca Pattaro Silvia Valsecchi | 4:25,543   | q           |
| 8    | Polen              | Daria Pikulik Edyta Jasińska Justyna Kaczkowska Natalia Rutkowska   | 4:28,988   | q           |
| 9    | Deutschland        | Gudrun Stock Charlotte Becker Mieke Kröger Stephanie Pohl           | 4:30,068   |             |

- Q = Qualifikation für die Läufe für das Rennen um Gold
- q = Qualifikation für die Läufe für das Rennen um Bronze

### Erste Runde
Die Begegnungen der ersten Runde ergaben sich aus den Platzierungen der Qualifikation, dabei traten die Mannschaften wie folgt an:
- Lauf 1: 6. gegen 7.
- Lauf 2: 5. gegen 8.
- Lauf 3: 2. gegen 3.
- Lauf 4: 1. gegen 4.

Die Gewinner der Läufe 3 und 4 qualifizierten sich für das Rennen um Gold. Die übrigen 6 Mannschaften wurden nach ihrer Zeit sortiert und fuhren je nach Position die Plätze 3 bis 7 aus.
| Rang | Lauf | Nation             | Athletinnen                                                         | Zeit (min)   | Anmerkungen |
| ---- | ---- | ------------------ | ------------------------------------------------------------------- | ------------ | ----------- |
| 1    | 4    | Großbritannien     | Katie Archibald Laura Trott Elinor Barker Joanna Rowsell-Shand      | 4:12,152     | QG, WR      |
| 2    | 3    | Vereinigte Staaten | Sarah Hammer Kelly Catlin Chloé Dygert Jennifer Valente             | 4:12,282     | QG, WR      |
| 3    | 4    | Kanada             | Allison Beveridge Jasmin Glaesser Kirsti Lay Georgia Simmerling     | 4:15,636     | QB          |
| 4    | 2    | Neuseeland         | Lauren Ellis Racquel Sheath Rushlee Buchanan Jaime Nielsen          | 4:17,592     | QB          |
| 5    | 3    | Australien         | Georgia Baker Annette Edmondson Amy Cure Melissa Hoskins            | 4:20,262     | Q5          |
| 6    | 1    | Italien            | Simona Frapporti Tatiana Guderzo Francesca Pattaro Silvia Valsecchi | 4:22,964     | Q5          |
| 7    | 1    | China              | Huang Dongyan Jing Yali Ma Menglu Zhao Baofang                      | 4:23,678     | Q7          |
| DSQ  | 2    | Polen              | Daria Pikulik Edyta Jasińska Justyna Kaczkowska Natalia Rutkowska   | DSQ 4:27,299 |             |

- QG = Qualifikation für das Rennen um Gold
- QB = Qualifikation für das Rennen um Bronze
- Q5 = Qualifikation für das Rennen um Platz 5
- Q7 = Qualifikation für das Rennen um Platz 7

### Finale

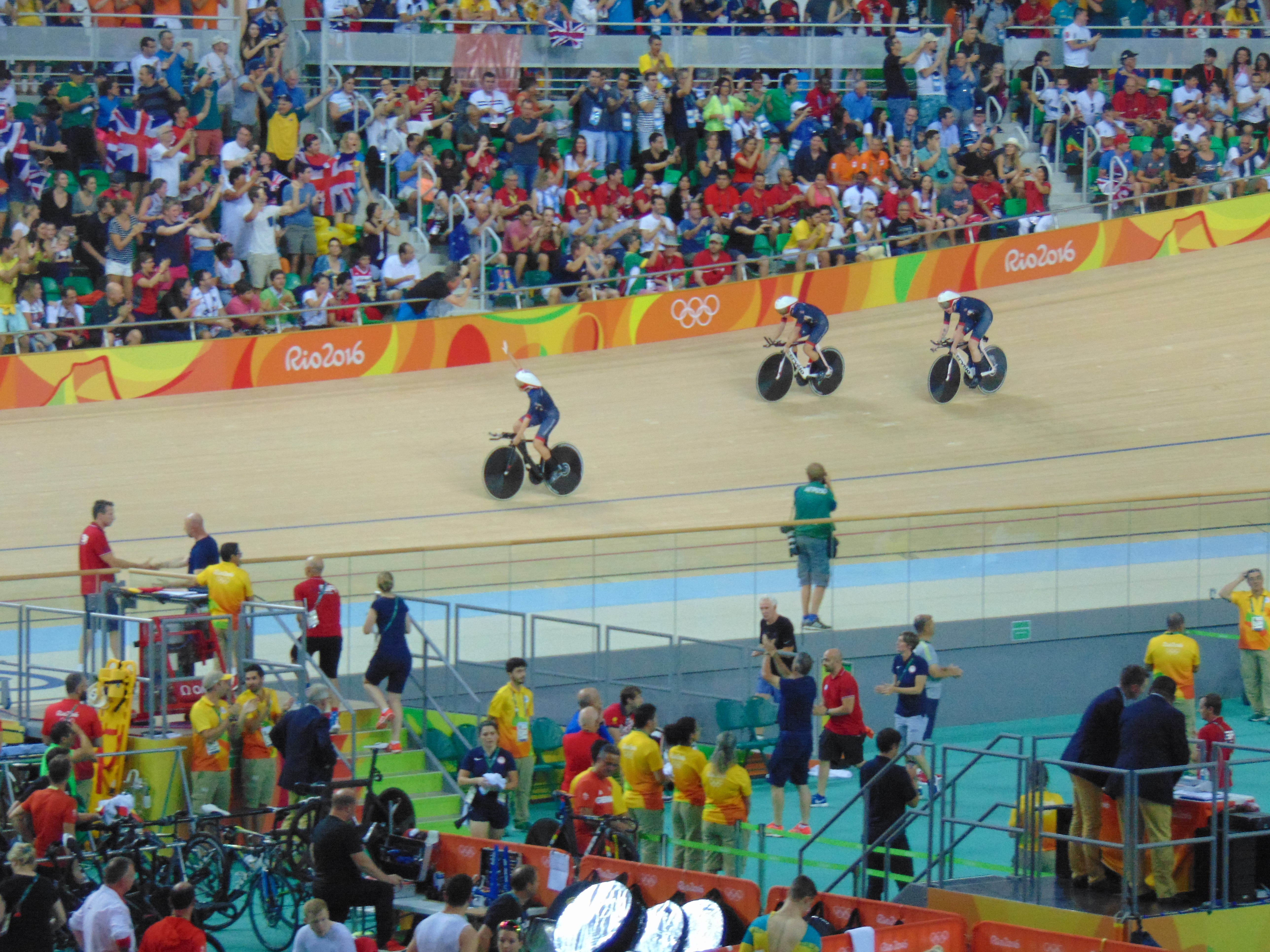
Großbritannien feierte die Goldmedaille

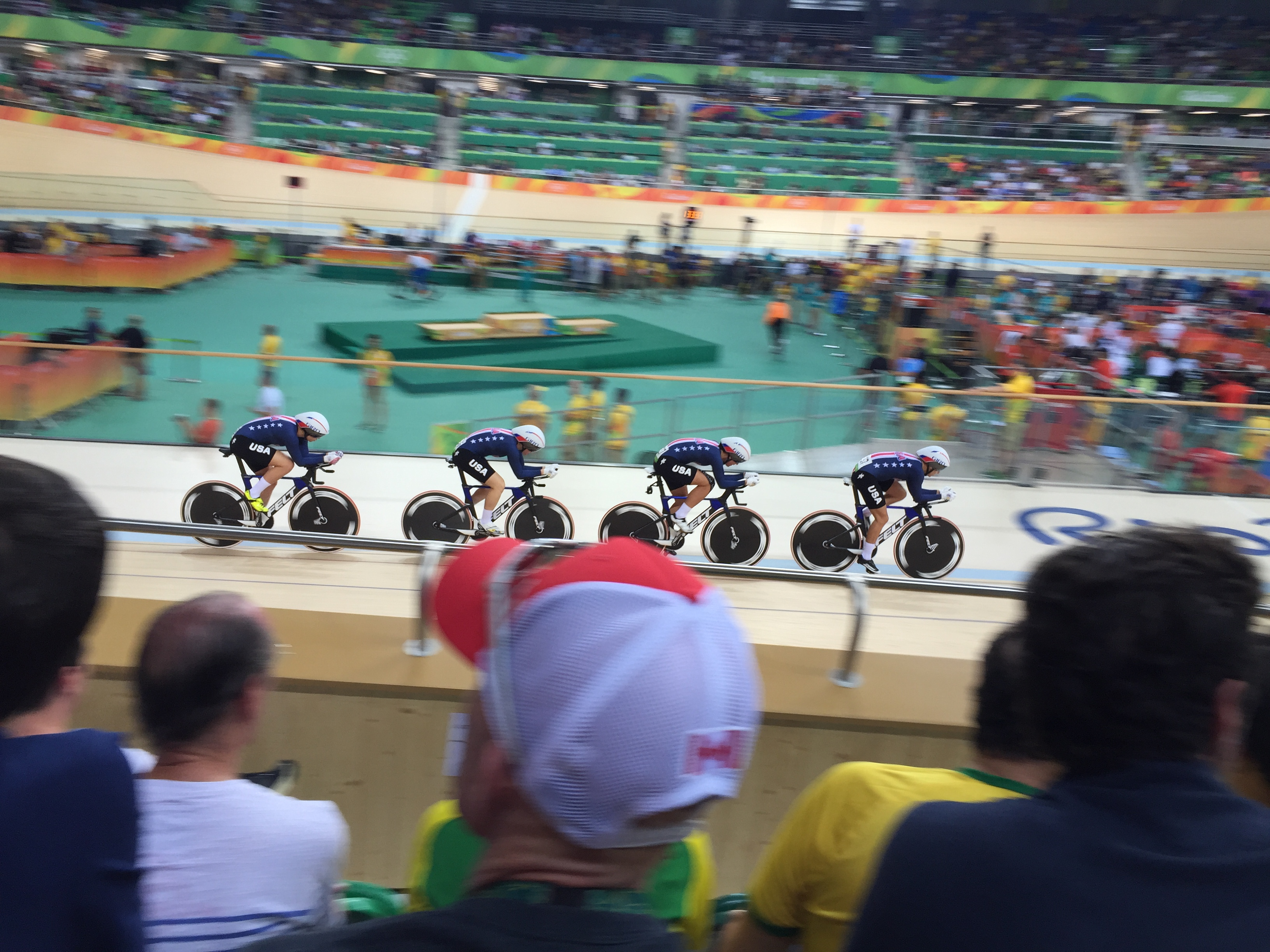
Die Mannschaft der Vereinigten Staaten

| Rang              | Nation             | Athletinnen                                                            | Zeit (min) | Anmerkungen                                                         |
| ----------------- | ------------------ | ---------------------------------------------------------------------- | ---------- | ------------------------------------------------------------------- |
| Rennen um Platz 7 |                    |                                                                        |            |                                                                     |
| 7                 | China              | Huang Dongyan Jing Yali Ma Menglu Zhao Baofang                         |            | Wegen Disqualifikation der polnischen Mannschaft nicht ausgetragen. |
| Rennen um Platz 5 |                    |                                                                        |            |                                                                     |
| 5                 | Australien         | Georgia Baker Annette Edmondson Ashlee Ankudinoff Amy Cure             | 4:21,232   |                                                                     |
| 6                 | Italien            | Beatrice Bartelloni Tatiana Guderzo Francesca Pattaro Silvia Valsecchi | 4:28,368   |                                                                     |
| Rennen um Bronze  |                    |                                                                        |            |                                                                     |
| Bronze            | Kanada             | Allison Beveridge Jasmin Glaesser Kirsti Lay Georgia Simmerling        | 4:14,627   |                                                                     |
| 4                 | Neuseeland         | Lauren Ellis Racquel Sheath Rushlee Buchanan Jaime Nielsen             | 4:18,459   |                                                                     |
| Rennen um Gold    |                    |                                                                        |            |                                                                     |
| Gold              | Großbritannien     | Katie Archibald Laura Trott Elinor Barker Joanna Rowsell-Shand         | 4:10,236   | WR                                                                  |
| Silber            | Vereinigte Staaten | Sarah Hammer Kelly Catlin Chloé Dygert Jennifer Valente                | 4:12,454   |                                                                     |